# Амеру
Меру или Амеру је народ из Банту групе који живи у централној Кенији. Живе на североисточним падинама планине Кенија у Централној провинцији. Броје око милион и по становника и представљају 6% укупног становништва Кеније. Говоре Меру језиком који је сличан језицима народа Кикују, Камба и Ембу. Деле се на седам подгрупа: Игоџи, Именти, Тиганиа, Миутуни, Игембе, Мвиби и Мутамби. Етничке групе Чука и Тарака говоре Меру језик, мада имају другачију митологију и усмена предања. Припадници Меру народа су учествовали у Мау-мау устанку који је довео до ослобођења Кеније од колонијалне власти.